# 조지아 식민지
조지아 식민지(Province of Georgia)는 영국령 북아메리카에 있었던 남부 식민지 중 하나이다. 후에 미국 내에 영국이 설립한 13개 식민지 중에 마지막이었다. 당초 칙허장에는 가는 띠 모양의 영지가 태평양까지 뻗어 있었다.
식민지의 칙허장은 1732년 4월 21일 영국 왕 조지 2세가 제임스 오글소프에게 발급한 것으로 조지 2세의 이름을 따서 명명되었다. 오글소프는 식민지를 채무자들의 도피처로 만들 생각이었다. 오글소프는 〈금주법〉과 같은 많은 식민지 사람들이 받아들이기 힘든 매우 엄격한 법률을 만들었다. 오글소프는 노예제를 금지했고, 북부의 식민지에 흔히 있었던 대규모의 플렌테이션보다는 소규모 지주회사 제도를 생각했다. 그러나 토지허가는 다른 식민지 개척민들이 선호할만큼 대규모가 되지 못했다. 오글소프는 이곳에 영국인 채무자와 ‘가치있는 빈자’가 재출발할 수 있는 곳이 되길 희망했다. 식민지를 설립한 또 다른 동기는 스페인령 플로리다에서 영국령 남부 식민지를 지키기 위한 ‘완충지’ 또는 ‘방어지’의 개념이었다. 또한 사우스 캐롤라이나에서 자유를 찾아 플로리다로 도망친 노예를 여기서 정착하게 할 목적도 있었다. 오글소프는 국경을 보호하기 위한 ‘억센 농부’들이 정착하는 것을 바랐고 이를 위해 식민지 헌장에서 노예제를 금지했다.

## 설립
1733년 2월 12일, 오글소프는 첫 번째 개척자들을 데리고 야마크로 블러프에 도착했다. 이곳에 원주민 추장 토모치치의 도움을 받아 본부를 설치했다. 이곳은 이후 사바나시가 되었다. 이날은 지금도 ‘조지아의 날’로 기념일로 제정되어 있다. 원주민 야마크로 족의 마을이 지역 내에 있었지만, 오글소프가 원주민 퇴거를 조정했다. 조지아 식민지 설립 목적은 채무자에게 안전한 주거를 제공하는 것이었는데,이 목적은 충족되지 않았다. 초기 개척자는 남녀, 어린이 맞춰 116명이 선정되었는데, 이들 중에 채무자와 수형자는 포함되어 있지 않았다.
당초 공인된 것은 식민지 영토로 사바나 강 및 알타마하 강 사이의 지역을 상류 수원(알타마하 강의 수원은 오크믈기 강이다)까지 늘리고, 또한 "바다에서 바다까지" 서쪽으로 뻗어 있었다. 이 공인에 포함된 지역은 원래 캐롤라이나 식민지 공인 지역의 일부이며, 조지아와의 관계는 밀접했다. 사우스 캐롤라이나는 이 지역의 지배권을 얻을 수는 없었지만, ‘야마시 전쟁’ 후에, 패배한 야마시 족의 몇몇 마을을 제외하고, 조지아 해안에서 인디언은 사라졌다. 남은 야마시 족은 플로리다에 여전히 적대적이었던 야마시 족이나 크리크 족과 구별하기 위해 야마크로 족으로 불리게 되었다.

## 발전
영국 추밀원이 1732년 6월 9일에 공인을 끝내고, 다음 20년간은 의회에서 매년 교부금에 의해 신탁위원회가 식민지를 통치하게 했다. 하지만 많은 문제가 발생했고, 오글소프가 식민지를 떠나자 신탁위원회에서는 독점식민지를 운영할 수 없는 것으로 결론내었다. 그래서 공인이 만료 1년 전인 1752년 6월 23일, 식민지를 왕실로 다시 환원하는 양도증서를 발행했다. 1755년 1월 7일, 조지아는 공식적으로 신탁 식민지 지위가 중지되고, 왕실령 식민지로 환원되었다.
1732년에서 1758년, 작은 지역 구분으로 디스트릭트와 타운이 있었다. 1758년, 조지아 식민지는 8개의 디스트릭트로 나누어졌고, 1765년에는 다시 4개의 디스트릭트가 추가되었다. 1777년에는 처음으로 8개 디스트릭트가 만들어졌다. 실제로 식민지 개척은 사바나 강 주변 지역에 한정되어 있었다. 식민지 서부는 ‘미국 독립 전쟁’ 후까지 크리크 인디언에 의해 지배된 상태였다.
초기에 식민지 개척은 완만한 속도로 시작되었다. 오글소프는 주류를 허락하지 않았고, 식민지 개척민들은 고작 0.8 km2 이하의 토지만 가질 수 있었다. 개척민들의 불만이 고조되자, 오글소프는 결국 규칙을 접었고, 식민지의 성장 속도가 빨라지기 시작했다. 노예제는 1749년에서 인정되었다. 내부(특히 스코틀랜드 출신의 개척자)에서는 일부 반대가 있었다. 그러나 독립 전쟁 무렵까지 노예제에 대한 조지아 상황은 남부의 다른 지역과 유사한 상황이었다.
1802년, 조지아는 서부 영토를 연방 의회에 양도했다. 이 영토는 미시시피 준주가 되었고, 이후 인접한 토지를 추가하여 다시 앨라배마주와 미시시피주가 되었다.

## 같이 보기
- 13개 식민지